# Ramon Bonet i Savé
Ramon Bonet i Savé (Reus, 1870 - Barcelona, 1953) va ser un escultor català.
Va realitzar, sota la direcció de Llorenç Matamala, diverses escultures per a la façana del Naixement del Temple de la Sagrada Família. Després marxà a París, on va treballar amb Auguste Rodin i després a la joieria Cartier, que li encomanà el disseny de joies. La mateixa casa l'envià a la seva sucursal de Londres, i després a la de Nova York, on a més de les joies realitzà diverses escultures per a decorar edificis neoiorquins. Es va fer ric, però va perdre la seva fortuna i va morir a Barcelona en un asil.